# 聖若昂的塞德魯
10°15′07″S 36°53′02″W / 10.25194°S 36.88389°W
塞德魯迪聖若昂（葡萄牙語：Cedro de São João），是巴西的城鎮，位於該國東北部，由塞爾希培州負責管轄，始建於1928年10月4日，面積80平方公里，海拔高度20米，2010年人口5,633，人口密度每平方公里70.77人。